# Ioannis Zizioulas
Iōannīs Zīzioulas (in greco Ιωάννης Ζηζιούλας?, italianizzato Giovanni Zizioulas; Katafygio, 10 gennaio 1931 – Atene, 2 febbraio 2023) è stato un vescovo ortodosso e teologo greco. 
È stato il titolare della metropolia di Pergamo e Adramittio del Patriarcato ecumenico di Costantinopoli fino al 2023. Era considerato uno dei più influenti teologi cristiani ortodossi.

## Biografia

### Formazione accademica e carriera universitaria
L'educazione di Zizioulas iniziò con lo studio presso le università di Salonicco e Atene nel 1950, e poi all'Istituto ecumenico di Bossey nel 1955. Tra il 1960 e il 1964 Zizioulas fece ricerche di dottorato sotto la supervisione del teologo ortodosso orientale Georges Florovsky (1893-1979; Cattedra di storia della Chiesa orientale ad Harvard e membro della Chiesa ortodossa russa) e fu membro del Dumbarton Oaks Center for Byzantine Studies. Conseguì il dottorato nel 1965 presso l'Università di Atene. Zizioulas assunse un incarico presso l'Università di Atene nel 1964 come assistente di Storia della Chiesa e poi, sei anni dopo, ha lavorato come Professore di Patristica all'Università di Edimburgo dal 1970 al 1973. Si trasferì in seguito all'Università di Glasgow, dove ricoprì una cattedra personale di Teologia sistematica per circa quattordici anni. Inoltre, Zizioulas fu professore ospite presso l'Istituto di ricerca in Teologia sistematica del King's College di Londra. Nel 1986, è stato eletto metropolita titolare di Pergamo. Nello stesso anno, ha assunto un posto accademico a tempo pieno presso la Facoltà di Teologia di Salonicco come professore di Dogmatica. È stato il referente ufficiale del Patriarcato di Costantinopoli per il dialogo ecumenico con la Chiesa cattolica.

### Morte
Zizioulas è morto ad Atene nel febbraio 2023, per complicazioni da COVID-19.

## Teologia
Il lavoro teologico del metropolita Ioannis si è concentrato sui temi gemelli dell'ecclesiologia e dell'ontologia teologica. La sua teologia riflette l'influenza di teologi emigranti russi come Nikolai Afanassieff, Vladimir Lossky e il suo insegnante Georges Florovsky. Zizioulas è stato anche significativamente influenzato dalla teologia ascetica dell'archimandrita Sofronio, fondatore del monastero stavropegico di San Giovanni Battista nell'Essex, in Inghilterra.
In Remembering the Future (prefazione di papa Francesco) critica la manualistica cattolica, protestante e ortodossa che pongono l'Eucaristia in relazione al sacrificio del Calvario. Sostiene che la fede nel presente e la santità di vita trovano fondamento nel Cristo risorto e nella resurrezione finale del genere umano.

### Ecclesiologia
L'ecclesiologia di Zizioulas è stata inizialmente sviluppata nella sua tesi di dottorato, successivamente pubblicata in inglese come "Eucharist, Bishop, Church". Qui il metropolita sviluppa criticamente l'ecclesiologia eucaristica di Nikolai Afanassief. Accetta la tesi principale di Afanassieff secondo cui la Chiesa deve essere compresa in termini di Eucaristia. Tuttavia, critica l'interpretazione di Afanassief come eccessivamente congregazionale e insufficientemente episcopale nella sua enfasi. Infine, Zizioulas sostiene una comprensione episcopocentrica della struttura della Chiesa, interpretando il vescovo principalmente come presidente della Divina Liturgia e della comunità eucaristica.

### Ontologia teologica
Zizioulas lavorò sulla teologia della persona, facendo appello al lavoro di Sant'Ireneo e San Massimo il Confessore. L'obiettivo principale del suo lavoro era quello di sviluppare la propria ontologia della personalità derivata da una vasta indagine sulla filosofia greca, sugli scritti dell'era patristica e sulla moderna filosofia razionalista. Sosteneva che la piena umanità è raggiunta solo quando la persona può partecipare (koinonia) alla vita trinitaria di Dio. Tuttavia, una componente essenziale dell'ontologia della personalità è la libertà di autoaffermare la partecipazione alla relazione. L'uomo inizialmente esiste come ipostasi biologica, vincolata ai tipi di relazioni che si possono avere (biologiche) e alla fine di questo tipo di essere: la morte.
Si serve di filosofi esistenzialisti e romanzieri, in particolare il francese Albert Camus, per dimostrare che l'unico tipo di libertà ontologica nell'ipostasi biologica è la scelta di suicidarsi. Afferma che il battesimo costituisce un cambiamento ontologico nell'essere umano, rendendolo un'ipostasi ecclesiale, o una persona. Questa rinascita "dall'alto" dà nuova libertà ontologica in quanto non è vincolata dai limiti dell'esistenza biologica. Tale essere ecclesiale è escatologico, nel senso che è un paradossale "ora", ma "non ancora". Il completamento di questa rinascita dall'alto è il giorno della risurrezione in cui il corpo non sarà più soggetto alla morte. 

### Ecumenismo
Il cattolico Papa Francesco lo ha definito uno dei massimi teologi viventi e ha usufruito dei suoi contributi per la stesura dell'enciclica ambientalista Laudato si', alla cui conferenza stampa di presentazione ha presenziato lo stesso Zizioulas in rappresentanza del Patriarcato ecumenico di Costantinopoli.

## Opere
- 'Ἡ ἑνότης τῆς Ἐκκλησίας ἐν τῇ Θείᾳ Εὐχαριστίᾳ καί τῷ Ἐπισκόπῳ κατά τούς τρεῖς πρώτους αἰώνας."(En Athi̲nais, 1965). Doctoral Dissertation. Published in French translation as "L'Eucharistie, L'évêque Et L'eglise Durant Les Trois Premiers Siècles." 2nd ed. Translated by Jean-Louis Palierne. (Paris: Desclée De Brouwer, 1994). Published in English translation as "Eucharist, Bishop, Church" (see below).
- L'Être ecclésial (Paris: Labor et Fides, 1981). ISBN 978-2-8309-0180-1. Published in English translation as "Being as Communion" (see below).
- H κτίση ως Eυχαριστία, Θεολογική προσέγγιση στο πρόβλημα της οικολογίας [Creation as Eucharist: a Theological approach to a problem of ecology] (Athens: Akritas, 1992). ISBN 978-960-7006-98-1. This work is based on lectures previously delivered in English. Available in three parts: King's Theological Review vol. 12, no. 1 (1989): 1-5, no. 2 (1989): 41-45, vol. 13, no. 1 (1990): 1-5.
- Being as Communion: Studies in Personhood and the Church (Crestwood, NY: St Vladimir's Seminary Press, 1997). ISBN 978-0-88141-029-7.
- Eucharist, Bishop, Church: The Unity of the Church in the Divine Eucharist and the Bishop During the First Three Centuries (Brookline, MA: Holy Cross, 2001). ISBN 978-1-885652-51-5.
- Eλληνισμός και Xριστιανισμός, η συνάντηση των δύο κόσμων [Hellenism and Christianity: The meeting of two worlds] (Athens: ApostolikeDiakonia, 2003).
- Communion & Otherness: Further Studies in Personhood and the Church (London: T & T Clark, 2007). ISBN 978-0-567-03148-8; translated into Dutch by Hildegard C. Koetsveld OSB (Middelburg: Skandalon, 2019). ISBN 978-94-92183-82-8.
- Lectures in Christian Dogmatics (London: T&T Clark, 2009). ISBN 978-0-567-03315-4.
- "The One And The Many" (Sebastian Press, 2010) ISBN 978-0-9719505-4-2.
- Remembering the Future: An Eschatological Ontology (London: T&T Clark, 2012). ISBN 978-0-567-03235-5.